# Monika Undorf
Monika Undorf (* 1981) ist eine deutsche Psychologin.

## Leben und Forschung
Monika Undorf studierte Psychologie an der Universität Bonn und der Universität Mannheim. Das Studium schloss sie 2005 mit einem Diplom ab und ihre Diplomarbeit wurde mit dem Otto-Selz-Preis ausgezeichnet. Ihre anschließende Promotion führte sie unter Edgar Erdfelder durch und schloss diese 2009 mit ihrer Dissertation Metagedächtnis und Lernen mit summa cum laude ab.
Von 2016 bis 2018 wurde Monika Undorf durch die Robert Bosch Stiftung im Programm „Fast Track – Exzellenz und Führungskompetenz für Wissenschaftlerinnen auf der Überholspur“ gefördert. Seit 2017 ist sie Margarete-von-Wrangell-Fellow und wird innerhalb dieses Habilitationsprogrammes vom baden-württembergische Wissenschaftsministerium sowie den Europäischen Sozialfonds gefördert.
Ihre Forschungsinteressen liegen in den Bereichen Metagedächtnis (Wissen über das eigene Gedächtnis), Metakognition, Lernen und Erinnern.
2020 ist sie für ihre von der amerikanischen Association for Psychological Science zum Rising Star gekürt worden und hat im gleichen Jahr den Heinz-Maier-Leibnitz-Preis erhalten.
Seit Februar 2023 ist Monika Undorf Professorin für Angewandte Kognitionspsychologie an der Technischen Universität Darmstadt.

## Auszeichnungen und Ehrungen
- Heinz-Maier-Leibnitz-Preis 2020[4]
- Würdigung zum Rising Star (2020) der amerikanischen Association for Psychological Science (APS)[5]
- Best Article Award 2015 der Psychonomic Society[6]
- Otto-Selz-Preis 2006 für die beste psychologische Diplomarbeit, Universität Mannheim[7]

## Publikationen (Auswahl)
- Monika Undorf, Vered Halamish: New Methods and Questions in Metamemory Research. In: Zeitschrift für Psychologie. Band 228, Nr. 4. Hogrefe, 30. Oktober 2020, ISSN 2190-8370, S. 231–232, doi:10.1027/2151-2604/a000420 (Vorwort zum Themenheft „New Methods and Questions in Metamemory Research“ herausgegeben von Monika Undorf und Vered Halamish).
- Arndt Bröder, Monika Undorf: Metamemory viewed through the judgment lens. In: Acta Psychologica. Vol. 197, 2019, S. 153–165, doi:10.1016/j.actpsy.2019.04.011 (englisch).
- Monika Undorf, Anke Söllner, Arndt Bröder: Simultaneous utilization of multiple cues in judgments of learning. In: Memory & Cognition. Band 46, Nr. 4, 2018, ISSN 1532-5946, S. 507–519, doi:10.3758/s13421-017-0780-6.
- Monika Undorf, Malte F. Zimdahl, Daniel M. Bernstein: Perceptual fluency contributes to effects of stimulus size on judgments of learning. In: Journal of Memory and Language. Band 92, 1. Februar 2017, ISSN 0749-596X, S. 293–304, doi:10.1016/j.jml.2016.07.003.
- Monika Undorf, Edgar Erdfelder: The relatedness effect on judgments of learning: A closer look at the contribution of processing fluency. In: Memory & Cognition. Band 43, Nr. 4, 1. Mai 2015, ISSN 1532-5946, S. 647–658, doi:10.3758/s13421-014-0479-x.
- Monika Undorf, Edgar Erdfelder: Judgments of learning reflect encoding fluency: Conclusive evidence for the ease-of-processing hypothesis. In: Journal of Experimental Psychology: Learning, Memory, and Cognition. Band 37, Nr. 5, 2011, ISSN 1939-1285, S. 1264–1269, doi:10.1037/a0023719.
- Monika Undorf: Metagedächtnis und Lernen. Logos Verlag, Berlin 2010, ISBN 978-3-8325-2552-1 (Zugl.: Mannheim, Univ., Diss., 2009).